# Sant Bonet lo Freid
Saint-Bonnet-le-Froid és un municipi francès situat al departament de l'Alt Loira i a la regió d'Alvèrnia-Roine-Alps. L'any 2007 tenia 235 habitants.

## Demografia

### Població
El 2007 la població de fet de Saint-Bonnet-le-Froid era de 235 persones. Hi havia 100 famílies de les quals 38 eren unipersonals (21 homes vivint sols i 17 dones vivint soles), 29 parelles sense fills, 29 parelles amb fills i 4 famílies monoparentals amb fills.
La població ha evolucionat segons el següent gràfic:
Habitants censats

### Habitatges
El 2007 hi havia 172 habitatges, 106 eren l'habitatge principal de la família, 47 eren segones residències i 19 estaven desocupats. 128 eren cases i 45 eren apartaments. Dels 106 habitatges principals, 69 estaven ocupats pels seus propietaris, 27 estaven llogats i ocupats pels llogaters i 10 estaven cedits a títol gratuït; 1 tenia una cambra, 15 en tenien dues, 19 en tenien tres, 31 en tenien quatre i 40 en tenien cinc o més. 80 habitatges disposaven pel capbaix d'una plaça de pàrquing. A 51 habitatges hi havia un automòbil i a 47 n'hi havia dos o més.

### Piràmide de població
La piràmide de població per edats i sexe el 2009 era:
| Homes | Edats   | Dones |
| ----- | ------- | ----- |
| 0     | 95 o +  | 0     |
| 0     | 90 a 94 | 0     |
| 0     | 85 a 89 | 0     |
| 0     | 80 a 84 | 0     |
| 8     | 75 a 79 | 16    |
| 4     | 70 a 74 | 4     |
| 8     | 65 a 69 | 4     |
| 4     | 60 a 64 | 4     |
| 4     | 55 a 59 | 0     |
| 4     | 50 a 54 | 0     |
| 8     | 45 a 49 | 4     |
| 12    | 40 a 44 | 4     |
| 8     | 35 a 39 | 12    |
| 8     | 30 a 34 | 8     |
| 8     | 25 a 29 | 4     |
| 16    | 20 a 24 | 4     |
| 8     | 15 a 19 | 4     |
| 8     | 10 a 14 | 4     |
| 4     | 5 a 9   | 16    |
| 0     | 0 a 4   | 8     |

## Economia
El 2007 la població en edat de treballar era de 154 persones, 126 eren actives i 28 eren inactives. De les 126 persones actives 111 estaven ocupades (68 homes i 43 dones) i 14 estaven aturades (6 homes i 8 dones). De les 28 persones inactives 9 estaven jubilades, 9 estaven estudiant i 10 estaven classificades com a «altres inactius».

### Ingressos
El 2009 a Saint-Bonnet-le-Froid hi havia 88 unitats fiscals que integraven 209 persones, la mediana anual d'ingressos fiscals per persona era de 16.519 €.

### Activitats econòmiques
Dels 38 establiments que hi havia el 2007, 2 eren d'empreses alimentàries, 1 d'una empresa de fabricació d'altres productes industrials, 1 d'una empresa de construcció, 14 d'empreses de comerç i reparació d'automòbils, 1 d'una empresa de transport, 8 d'empreses d'hostatgeria i restauració, 1 d'una empresa financera, 2 d'empreses immobiliàries, 3 d'empreses de serveis i 5 d'empreses classificades com a «altres activitats de serveis».
Dels 10 establiments de servei als particulars que hi havia el 2009, 2 eren tallers de reparació d'automòbils i de material agrícola, 1 fusteria, 1 perruqueria, 5 restaurants i 1 tintoreria.
Dels 5 establiments comercials que hi havia el 2009, 1 era una botiga de menys de 120 m², 1 una carnisseria, 1 una botiga d'equipament de la llar, 1 una botiga de mobles i 1 una floristeria.
L'any 2000 a Saint-Bonnet-le-Froid hi havia 14 explotacions agrícoles que ocupaven un total de 105 hectàrees.

## Equipaments sanitaris i escolars
El 2009 hi havia una escola elemental.

## Poblacions més properes
El següent diagrama mostra les poblacions més properes.